# Quận Cass, Missouri
Quận Cass là một quận thuộc tiểu bang Missouri, Hoa Kỳ. Theo điều tra dân số năm 2000 của Cục điều tra dân số Hoa Kỳ, quận có dân số 82.092 người 2. Quận lỵ đóng ở Harrisonville 6. Quận Case thuộc vùng đô thị Kansas City.

## Địa lý
Theo Cục điều tra dân số Hoa Kỳ, quận có tổng diện tích 703 dặm vuông Anh (1.820,8 km2), trong đó có 4 dặm vuông Anh (10,4 km2) là diện tích mặt nước.

### Xa lộ
- U.S. Route 71
- Route 2
- Route 7
- Route 58
- Route 291

### Quận giáp ranh
- Quận Jackson  (bắc)
- Quận Johnson  (đông)
- Quận Henry  (đông nam)
- Quận Bates  (nam)
- Quận Miami, Kansas  (tây)
- Quận Johnson, Kansas  (tây bắc)

## Thông tin nhân khẩu
Theo điều tra dân số 2 năm 2000, quận đã có dân số 82.092 người, 30.168 hộ gia đình, và 22.988 gia đình sống trong quận hạt. Mật độ dân số là 117 người trên một dặm vuông (45/kmТВ). Có 31.677 đơn vị nhà ở với mật độ trung bình 45 trên một dặm vuông (18/kmТВ). Cơ cấu dân tộc của cư dân sinh sống ở quận này bao gồm 95,62% người da trắng, 1,42% da đen hay Mỹ gốc Phi, 0,58% người Mỹ bản xứ, 0,48% châu Á, Thái Bình Dương 0,04%, 0,50% từ các chủng tộc khác, và 1,35% từ hai hoặc nhiều chủng tộc. 2,21% dân số là người Hispanic hay Latino thuộc một chủng tộc nào. (Xem thêm Race (Hoa Kỳ điều tra dân số)) Có 30.168 hộ, trong đó 38,10% có trẻ em dưới 18 tuổi sống chung với họ, 63,60% là đôi vợ chồng ở với nhau, 9,10% có một chủ hộ nữ và không có chồng, và 23,80% là không lập gia đình. 20,00% hộ gia đình đã được tạo ra từ các cá nhân và 8,50% có người sống một mình 65 tuổi hoặc cao tuổi hơn. Cỡ hộ trung bình là 2,69 và cỡ gia đình trung bình là 3.09.
Trong quận này cơ cấu độ tuổi dân cư bao gồm 28,40% dưới độ tuổi 18, 7,30% 18-24, 30,20% 25-44, 22,30% từ 45 đến 64, và 11,70% từ 65 tuổi trở lên. Độ tuổi trung bình là 36 năm. Đối với mỗi 100 nữ có 95,90 nam giới. Đối với mỗi 100 nữ 18 tuổi trở lên, đã có 92,90 nam giới.
Thu nhập trung bình cho một hộ gia đình trong đã đạt mức USD 49.562, và thu nhập trung bình cho một gia đình là USD 55.258. Phái nam có thu nhập trung bình USD 39.001 so với 26.174 USD của phái nữ. Thu nhập bình quân đầu người là 21.073 USD. Có 4,20% gia đình và 5,80% dân số sống dưới mức nghèo khổ, trong đó có 7,00% những người dưới 18 tuổi và 5,20% của những người 65 tuổi hoặc hơn. 